# Meliboeus minutus
Meliboeus minutus es una especie de escarabajo del género Meliboeus, familia Buprestidae. Fue descrita científicamente por Kerremans en 1893.